# I Killed Wild Bill Hickok
I Killed Wild Bill Hickok è un film del 1956 diretto da Richard Talmadge.
È un western statunitense con Johnny Carpenter, Helen Westcott e Tom Brown.

## Produzione
Il film, diretto da Richard Talmadge su una sceneggiatura di Johnny Carpenter, fu prodotto dallo stesso Carpenter per la The Wheeler Company (la produzione è accreditata nei titoli come "Edgar Franklin Production") e girato nell'Iverson Ranch a Chatsworth, Los Angeles, California,

## Distribuzione
Il film fu distribuito negli Stati Uniti dal 16 giugno 1956 dalla The Wheeler Company.